# Jammu e Kashmir (territorio)
Jammu e Kashmir (kashmiri: جۄم تٕہ کٔشِیر ज्वम त॒ कॅशीर; in urdu جموں و کشمیر‎?; in hindī जम्मू और कश्मीर) è un territorio (Union Territory) indiano. È stato costituito il 31 ottobre 2019, con una legge dell'agosto 2019, che divideva lo Stato di Jammu e Kashmir tra due nuove entità amministrative: il territorio del Ladakh e quello, appunto di Jammu e Kashmir.
Confina con l'Himachal Pradesh a sud, con il Pakistan a ovest (è in atto da decenni una disputa sulla sovranità dell'area, al 2024 vi è la linea di controllo a definire de facto un confine) e con il territorio del Ladakh a nord e a est.
Le lingue ufficiali sono l'urdu, il kashmiri, il dogri, l'hindi e l'inglese.
Fino al 2019 lo Stato di Jammu e Kashmir aveva goduto di ampie condizioni di autonomia garantite a livello costituzionale ma queste sono state unilateralmente revocate dal potere centrale indiano con il passaggio allo status di territorio.

## Geografia antropica

### Suddivisioni amministrative

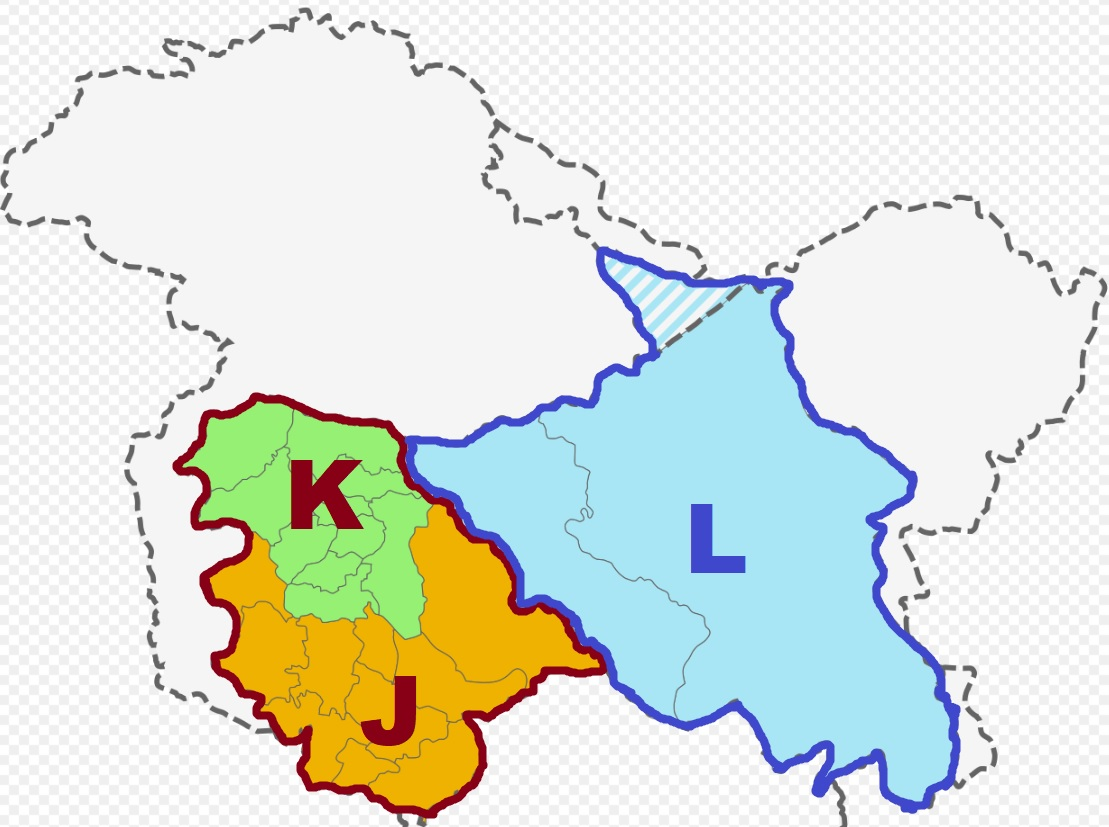
Il Jammu and Kashmir union territory (J e K) è racchiuso dalla linea rosso scuro. Il Ladakh è racchiuso dalla linea in blu.

Il Jammu e Kashmir si compone di due divisioni: la divisione del Jammu e la divisione del Kashmir, ciascuna suddivisa in 10 distretti.
- Divisione del Jammu

1. Distretto di Kathua
2. Distretto di Jammu
3. Distretto di Samba
4. Distretto di Udhampur
5. Distretto di Reasi
6. Distretto di Rajouri
7. Distretto di Poonch
8. Distretto di Doda
9. Distretto di Ramban
10. Distretto di Kishtwar

- Divisione della Valle del Kashmir

1. Distretto di Anantnag
2. Distretto di Kulgam
3. Distretto di Pulwama
4. Distretto di Shopian
5. Distretto di Budgam
6. Distretto di Srinagar
7. Distretto di Ganderbal
8. Distretto di Bandipore
9. Distretto di Baramulla
10. Distretto di Kupwara

## Popolazione
I musulmani costituiscono la maggioranza della popolazione del territorio di Jammu e Kashmir con una significativa minoranza indù.
La divisione del Kashmir è in gran parte musulmana (96,41%) con una piccola popolazione indù (2,45%) e sikh (0,81%). La divisione di Jammu è prevalentemente indù (66%) con una significativa popolazione musulmana (30%). I musulmani costituiscono la maggioranza nei distretti di Rajouri, Poonch, Doda, Kishtwar e Ramban di Jammu.

## Città principali
(Fonte: Censimento 2001)
| Città            | Popolazione |
| ---------------- | ----------- |
| Srinagar         | 894 940     |
| Jammu            | 378 431     |
| Anantnag         | 63 437      |
| Baramulla        | 61 941      |
| Udhampur         | 59 236      |
| Sopore           | 53 246      |
| Kathua           | 40 006      |
| Bari Brahmana    | 31 616      |
| Jammu Cantonment | 30 107      |
| Bandipore        | 25 714      |

## Turismo
Jammu e Kashmir ospita diverse valli come la valle del Kashmir, la valle del Chenab, la valle del Sindh e la valle del Lidder. Alcune delle principali attrazioni turistiche di Jammu e Kashmir sono Srinagar, i Giardini Mughal, Gulmarg, Pahalgam, Patnitop e Jammu. Ogni anno, migliaia di pellegrini indù visitano i santuari sacri di Vaishno Devi e Amarnath, il che ha avuto un impatto significativo sull'economia del territorio.
La valle del Kashmir è una delle principali destinazioni turistiche dell'India. Gulmarg, una delle località sciistiche più famose in India, ospita anche uno dei campi da golf più alti del mondo. La diminuzione della violenza nel territorio ha stimolato la sua economia, in particolare il turismo.
Jammu e Kashmir sono anche famose per la sua bellezza paesaggistica, i giardini fioriti, le coltivazioni di mele e altro ancora. Attrae i turisti per i suoi prodotti artigianali unici e gli scialli del Kashmir famosi in tutto il mondo.